# بيت شبعان (بني حشيش)

تعديل مصدري - تعديل

بيت شبعان هي إحدى قرى عزلة الشرفة بمديرية بني حشيش التابعة لمحافظة صنعاء، بلغ تعداد سكانها 448 نسمة حسب تعداد اليمن لعام 2004.